# The Munsters' Scary Little Christmas
Pour plus de détails, voir Fiche technique et Distribution.
The Munsters' Scary Little Christmas est un téléfilm de Noël réalisé par Ian Emes et diffusé en 1996 sur le réseau FOX. Le téléfilm est basé sur la série télévisée Les Monstres et c'est la suite du téléfilm éponyme diffusé un an plus tôt. Il est toujours inédit dans les pays francophones.

## Synopsis
Toute la famille Munster prépare la fête de Noël, mais le jeune Eddie a la nostalgie de la Transylvanie. Pour lui remonter le moral, Marilyn va organiser une grande fête, Herman va essayer de trouver un deuxième travail pour lui acheter un cadeau très spécial, Lily va l'inscrire à un concours de décoration et grand-père va faire en sorte d'avoir de la neige en Californie. Mais l'expérience du grand-père tourne mal et, à la place d'avoir de la neige, c'est le Père Noël en personne qui débarque malencontreusement dans la maison des Munsters...

## Fiche technique
- Titre original : The Munsters' Scary Little Christmas
- Réalisation : Ian Emes
- Scénario : Ed Ferrara et Kevin Murphy
- Musique : Christopher L. Stone
- Photographie : Roger Lanser
- Montage : M. Scott Smith
- Production : Leslie Belzberg et John Landis
- Société de production : Universal Television
- Distribution : FOX
- Pays :  États-Unis
- Langue : anglais
- Format : Couleur - Son : Mono - 1,33:1
- Genre : Comédie horrifique, fantastique
- Durée : 91 minutes
- Date de diffusion : 
  -  États-Unis : 17 décembre 1996 sur FOX

## Distribution
- Sam McMurray : Herman Munster
- Ann Magnuson: Lily Munster
- Sandy Baron : Grand-père Munster
- Bug Hall : Eddie Munster
- Elaine Hendrix : Marilyn Hyde Munster
- Mary Woronov : Mrs. Edna Dimwitty
- Mark Mitchell : le Père Noël
- Ed Gale : Larry
- Arturo Gil : Lefty
- Jeremy Callaghan : Tom
- John Allen : Mr. Pawlikowski
- Noel Ferrier (en) : la porte
- Bruce Spence : Mr. Gateman

## Autour du téléfilm
Après le succès du téléfilm Les Monstres, la chaîne FOX décide de produire une suite pour la fête de Noël. Tous les acteurs du précédent téléfilm devaient à l'origine reprendre leurs rôles, mais Edward Herrmann avait demandé à la chaîne une augmentation. Les producteurs voulaient alors baisser les salaires des autres acteurs pour son augmentation. Ils ont tous refusés et de nouveaux acteurs ont été engagés.